# Little Missouri
De Little Missouri is een 901 km lange rivier die door de Amerikaanse staten Wyoming, Montana, South Dakota en North Dakota stroomt.
- Library of Congress Control Number: sh93006766
- Nationale Bibliotheek van Israël: 987007539407005171
- Virtual International Authority File: 315162748